# 臺南西來庵
23°00′38″N 120°11′20″E / 23.010632°N 120.188964°E
臺南市全臺西來庵，現址在臺灣臺南市北區大興街178號，主祀五福大帝，分靈源頭有數種說法。廟址原本在臺南市亭仔腳街附近，人稱亭仔腳王爺廟，日治時期曾在西來庵發生了驚動大日本帝國的西來庵事件。

## 簡史

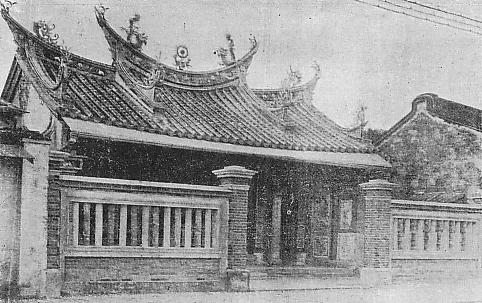
原西來庵舊照：余清芳宣揚其抗日行動處

### 起源
西來庵認福州市閩侯縣南嶼鎮南旗村西來庵為祖廟。
根據日本當局的調查資料，西來庵是明治四十四年（1911年）由信徒蘇有志、蔣襟三、鄭利記等人發起籌建，主祀「五福王爺」，又作「五福大帝」:13，共有顯靈公張元伯、應靈公鍾士秀、宣靈公劉元達、揚靈公史文業、振靈公趙公明等五神。西來庵也是扶乩問事的場所，並以劉部宣靈公為主宰，而劉部宣靈公（劉部堂）也常被稱為「亭仔腳王爺」:13。此外當時西來庵的信徒又分成「福派」與「春派」，所謂的福派多為府城（舊臺南市區）中上流階級仕紳，而春派則是來自大目降（今新化區）、噍吧哖（今玉井區）、關帝廟（今關廟區）、蕭壟（今佳里區）和阿公店（今高雄市岡山區）等地的信徒:13。

### 毀禁
臺灣日治時期大正四年（1915年）余清芳等人在此處扶乩，自稱神諭，鼓動信眾兩千人，號召起事抗日，時稱「西來庵事件」。此是日治時期諸多起事之中規模最大、犧牲人數最多的一次，同時也是臺灣漢人第一次以宗教力量舉兵，最後一次以武力抗日的重要事件。
西來庵事件之後，原廟宇在管理人蔣襟三與錢雲樵代表之下，於大正五年（1916年）3月「捐贈」給財團法人臺南公館:14，在昭和五年（1930年）被「臺南州購買組合」所使用，昭和九年（1934年）拆除改建為四層樓建物:18。舊廟拆除後有部分建材賣給了正在重建的牛磨後神興宮，故該廟保有部分西來庵的建築構件:18。
二次大戰期間，臺南州購買組合的四層樓建物在昭和十六年（1941年）改為配給物資處所，並在昭和二十年（1945年）3月的轟炸中受損:19。

### 神像下落
西來庵事件之後，西來庵供奉的神像下落，有數種說法：
根據《臺灣總督府公文類纂》裡的〈西來庵調查ノ件〉的記載，廟中張部堂、劉部堂、小劉部堂、孫真人等神像被送到臺北的「總督府警察官及司獄官練習所」做為參考品之外，其他鍾部堂、史部堂、趙部堂、雷部堂、王部堂等神像則在大正四年（1915年）9月28日會同廟方管理人蔣襟三、錢雲樵與其他仕紳將之「火化升天」:13。
另外財團法人西來庵董事會發行的《臺南文化─全臺西來庵沿革》的說法是，西來庵於大正四年（1915年）8月被迫解散，日本當局打算焚毀神像:13。但在信徒懇求之下，當局表示如果被綑綁且懸空的神輿在三晝夜間有移動則可不被焚燒:13。其後第三天早上有兩隻狗闖入撞到神輿使神輿搖晃，於是最後神像躲過一劫沒被焚化:13。
另有說法是在西來庵被拆前，有信徒將神像送到竹溪寺，而西來庵開基五部靈公神像仍保存在竹溪寺:13。

### 重建
1945年第二次世界大戰結束後，因為西來庵原址土地已經易手並興建其他設施，檀越施主陳清吉等人於牛磨後的正興街50號重建廟宇:20。後來因為正興街拓寬工程，廟方在1993年拆除廟宇，將神像暫時安奉於正興街27號:20。
1998年信徒楊耀成捐獻廟地，次年開始動工重建，於2001年落成:21。新廟保存西來庵舊廟的一對石柱，上面刻有「鑒察是非陰陽皆一理」「稽查善惡賞罰無二心」的對聯:21。

## 其他
西來庵廟中供奉的「陳督司」，為參與西來庵事件的陳清吉之神像:27。相傳陳清吉在1949年去世後，被西來庵主神納為子弟兵跟其修行，其家人後來於1972年請人樂軒師傅雕塑神像:27。

## 外部連結
- 財團法人台南市全台西來庵